# Jamesonova země
Jamesonova země (Jameson Land) je poloostrov ve východní části Grónska, od zbytku ostrova ho oddělují Stauningovy Alpy, řeka Schuchert a Scoresbyho záliv. Je pojmenován podle skotského přírodovědce Roberta Jamesona. Spadá pod kraj Sermersooq a Národní park Severovýchodní Grónsko. 

## Příroda a fosilie
Poloostrov je tvořen parovinou z mezozoických pískovců, kde byly nalezeny zkameněliny fytosaurů a eudimorphodonů. V roce 2021 byl odtud popsán také sauropodomorfní dinosaurus rodu Issi.
Podnebí je polární, ostrov je však bez stálé ledové pokrývky a žijí na něm početná stáda pižmoňů, hnízdí zde kajka královská, husa krátkozobá a rybák dlouhoocasý. V oblasti byla objevena ložiska ropy. Nejvýchodnější výběžek poloostrova se nazývá Liverpool Land a leží na něm osada Ittoqqortoormiit. Nachází se zde také vesnice Gurreholm, vojenská základna Mestersvik a letiště Nerlerit Inaat.